# Кугарчи-Буляк
Кугарчи-Буляк (баш. Күгөрсен-Бүләк) — село в Шаранском районе Республики Башкортостан Российской Федерации. Входит в состав Нижнезаитовского сельсовета. Основано в 1663 году как деревня, которая в 1929—1953 годах была центром сельсовета и примерно в 1940-х годах получила статус села. В начале XX века его население достигало 1200 человек, по переписи 2021 года оно составляет 149 человек.

## География

### Географическое положение
Находится в западной части района, у истока речки Кугарчинбуляк по обеим её берегам, в 3 км к востоку от границы с Азнакаевским районом Татарстана. Расстояние до:
- районного центра (Шаран): 37 км,
- центра сельсовета (Нижнезаитово): 7 км,
- ближайшей ж/д станции (Туймазы): 37 км.

### Климат
По комплексу природных условий село, как и весь район, относится к лесостепной зоне и характеризуется умеренно континентальным климатом с такими особенностями, как неустойчивость и резкие перемены температуры, неравномерное выпадение осадков по годам и временам года. В селе довольно суровая и снежная зима с незначительными оттепелями, поздняя прохладная и сравнительно сухая весна, короткое жаркое лето и влажная прохладная осень.
| Показатель                                                                            | Янв.  | Фев.  | Март | Апр. | Май  | Июнь | Июль | Авг. | Сен. | Окт. | Нояб. | Дек.  |
| ------------------------------------------------------------------------------------- | ----- | ----- | ---- | ---- | ---- | ---- | ---- | ---- | ---- | ---- | ----- | ----- |
| Средний суточный максимум, °C                                                         | −8,8  | −7,4  | −0,8 | 9,5  | 17,7 | 21,9 | 24,4 | 22,6 | 16,1 | 7,2  | −0,8  | −6,8  |
| Средняя температура, °C                                                               | −11,5 | −10,6 | −4,2 | 4,9  | 13   | 17,6 | 20,2 | 18,5 | 12,3 | 4,6  | −2,9  | −9,1  |
| Средний суточный минимум, °C                                                          | −14,7 | −14,2 | −8,3 | −0,5 | 6,8  | 12   | 14,8 | 13,5 | 8,2  | 1,6  | −5,2  | −11,9 |
| Норма осадков, мм                                                                     | 42    | 34    | 39   | 38   | 52   | 71   | 59   | 57   | 58   | 63   | 49    | 46    |
| Источник: Климатические данные городов по всему миру. Дата обращения: 14 января 2025. |       |       |      |      |      |      |      |      |      |      |       |       |

## История
В июле 2018 года праздновалось 355-летие деревни. По преданиям, предки нынешних сельчан жили на берегу реки Ик близ горы Чекан-Тау. Из-за притеснений баев они стали искать новое место для жизни в глубине лесного массива. Пройдя 7—8 км, они сели отдохнуть на поляне под тенью большого вяза. Голуби, гнездившиеся в дупле дерева, поднялись и стали кружиться и ворковать. Отсюда берёт начало название деревни Кугарчи-Буляк («голубиная поляна»). Первыми поселенцами стали братья Аккуз и Куккуз Акаевы.
Жители деревни были башкирами-вотчинниками Киргизской волости Казанской дороги. Старшина волости Аднагул Сюлюков припустил ясачных татар для поселения в своей вотчине по речкам Бай и Ютазы. По III ревизии 1762—63 годов в деревне Кугарчин Буляк числилось 65 душ мужского пола ясачных татар. Также наряду с башкирами трёх сопредельных волостей он отдал дворцовым крестьянам в кортом (оброчное владение) места рыбных ловель по окрестным озёрам. 59 ясачных татар из деревни участвовали в восстании Пугачёва. По IV ревизии 1782 года здесь числилась 61 душа служилых татар. Однако к началу XIX века численность татар резко снизилась, а тептяри вообще исчезли из ревизских материалов. Это связано с истечением договора о припуске и нежеланием одной из сторон продлевать его.
В 1814 году вотчинники деревень Кугарчи-Буляк и Заитово затеяли долгую тяжбу о сенокосных лугах с неизвестным результатом. В 1816 году башкирами-вотчинниками была основана деревня Кугарчи в Кугарчинском районе. На протяжении XIX века жители деревни продолжали переезжать в другие населённые пункты.
По VIII ревизии 1834 года — деревня Кугарчин Булякова 4-й юрты XII кантона Белебеевского уезда Оренбургской губернии, входила в состав Заитовой тюбы Киргизской волости. В конце 1865 года — деревня 3-го стана Белебеевского уезда Уфимской губернии при речке Кугарчин-Буляк. Жители занимались сельским хозяйством, имелась мечеть.
В 1895 году — деревня Кугарчин-Булякова Заитовской волости VI стана Белебеевского уезда, имелись мечеть и хлебозапасный магазин. По описанию, данному в «Оценочно-статистических материалах», вотчинники деревни селились на ровном месте; было две речки — Кугарчин-Буляк и Ташлы, в полях также встречались болота. Надел находился в двух местах, селение — ближе к южному краю надела. В последнее время пашня увеличилась за счёт леса и лугов. Поля были по ровному месту, до 2,5 вёрст от селения. Почва — в основном чернозём с незначительной примесью песка, около трети — чернозём с большой примесью песка. В полях встречались логи с пологими берегами и скудной растительностью. Лес был в двух участках — к востоку от селения по ровной местности и к западу по низкой местности. Выгон был на ровном месте, на нём паслись телята и рабочие лошади. У вотчинников имелось две веялки. Также было некоторое количество государственных крестьян, надел которых был в одной меже, селение — на юго-востоке надела, на границе текла речка Ташлы. Поля были по ровному месту, до 0,5 версты от селения, почва — чернозём с примесью песка. Было два лога с пологими берегами и скудной растительностью. Пашня увеличилась за счёт леса и лугов; выгон был на ровном месте, паслись на нём главным образом рабочие лошади и телята.
15 октября 1904 года в деревне произошёл пожар, уничтоживший 65 дворов со всем имуществом. В 1905 году показано, что деревня находилась на почтовом тракте; имелись мечеть, бакалейная лавка и хлебозапасный магазин. По данным подворной переписи, проведённой в уезде в 1912—13 годах, деревня Кугарчин-Буляк входила в состав Кугарчин-Булякского сельского общества Заитовской волости. 34 хозяйства из 193 не имели надельной земли. Общее количество надельной земли составляло 2566,7 казённых десятин (из неё 330,67 десятины сдано в аренду 40 хозяйствами), в том числе 53 десятины усадебной земли, 1628 десятин пашни и залежи, 590 — леса, 210 — сенокоса, 53 — выгона и 32,7 — неудобной земли. Также 5 хозяйств купили товариществом 159,5 десятин земли, а 421,02 десятины земли было арендовано единолично у крестьян 84 хозяйствами. Общая посевная площадь составляла 1138,20 десятин, из неё 511 десятин занимала рожь, 196,03 — овёс, 112,69 — горох, 101,50 — греча, 77,89 — просо, 70,75 — пшеница, 41,77 — полба, 18,89 — картофель и 7,68 — конопля. Из скота имелось 357 лошадей, 571 голова крупного рогатого скота, 1455 овец и 179 коз, также 19 хозяйств держали 104 улья пчёл. 35 человек занимались промыслами.
В 1923 году произошло укрупнение волостей, и деревня вошла в состав Аднагуловской волости Белебеевского кантона Башкирской АССР. В 1929 году от Нижнезаитовского сельсовета отделяется Кугарчин-Булякский. В 1930 году в республике было упразднено кантонное деление, образованы районы. Деревня вошла в состав Бакалинского района, а в 1935 году — в состав вновь образованного Шаранского района. В 1939 году — деревня Кугарчи-Буляк, центр Кугарчи-Буляковского сельсовета Шаранского района.
В 1929—30-х годах население деревни Кугарчи-Буляк и недавно возникших соседних деревень Бухара и Таш-Чишма объединилось в колхоз «Гигант», который затем переименован в «Кызыл Мир». В 1935 году в деревне действовали колхозы имени Розы Люксембург и «Урал». В 1932 году начало действовать предприятие «Кустпром» им. Сысоева, где на пилораме производили диваны, телеги, сани, колёса, деревянную посуду, ложки и другие изделия, нужные в хозяйстве. В конце 1950-х годов эта артель прекратила существование.
С начала 1950-х годов Кугарчи-Буляк отмечается как село. 15 июля 1953 года Кугарчи-Булякский сельсовет вошёл обратно в состав Нижнезаитовского. В 1958 году колхоз им. Маленкова вошёл в состав колхоза им. Сталина, вскоре переименованного в колхоз «Ик», куда вошли все населённые пункты Нижнезаитовского сельсовета.
В начале 1963 года в результате реформы административно-территориального деления село было включено в состав Туймазинского сельского района, с марта 1964 года — в составе Бакалинского, с 30 декабря 1966 года — вновь в Шаранском районе.
В 1999 году село по-прежнему входило в состав колхоза «Ик». В 2006—2021 годах оно было в составе ООО СХП «Закир». До недавнего времени также работало КФХ «Вита».
По состоянию на 2014 год в личных подсобных хозяйствах села имелась 161 голова крупного рогатого скота (в том числе 53 коровы), 401 овца и 2070 голов птицы.

## Население
На 2014 год население села по данным регистрации составляло 234 человека в 97 семьях, из них 14 детей до 7 лет, 21 ребёнок от 7 до 16 лет, 67 мужчин и 65 женщин трудоспособного возраста и 18 мужчин и 49 женщин старше трудоспособного возраста.
| Год  | Методика              | Жителей | Мужчин | Женщин | Дворов | Преобладающие национальности/сословия                                                               | Источники            |
| ---- | --------------------- | ------- | ------ | ------ | ------ | --------------------------------------------------------------------------------------------------- | -------------------- |
| 1795 | V ревизия             | 138     | н/д    | н/д    | 17     | 85 башкир в 10 дворах, 46 татар в 5 дворах и 7 тептярей в 2 дворах                                  | [ 8 ] [ 29 ]         |
| 1816 | VII ревизия           | н/д     | 72     | н/д    | 16     | 67 башкир и 5 татар мужского пола                                                                   | [ 8 ]                |
| 1834 | VIII ревизия          | 212     | 115    | 97     | 33     | 182 башкира и 30 татар обоего пола                                                                  | [ 8 ] [ 11 ]         |
| 1859 | X ревизия             | 348     | 173    | 175    | 60     | вотчинники и припущенники                                                                           | [ 8 ] [ 33 ]         |
| 1865 | текущий учёт          | 460     | 231    | 229    | 77     | 427 башкир и 33 татарина                                                                            | [ 12 ]               |
| 1895 | текущий учёт          | 786     | 412    | 374    | 132    | н/д                                                                                                 | [ 13 ]               |
| 1897 | перепись              | 848     | 458    | 390    | н/д    | все магометане                                                                                      | [ 34 ]               |
| 1902 | сведения земства      | н/д     | 415    | н/д    | 135    | башкиры-вотчинники, припущенники (бывшие государственные крестьяне)                                 | [ 35 ]               |
| 1905 | текущий учёт          | 921     | 480    | 441    | 165    | н/д                                                                                                 | [ 15 ]               |
| 1912 | подворная перепись    | 1088    | 577    | 511    | 193    | 961 башкир-вотчинник в 172 хозяйствах и 127 бывших государственных крестьян из татар в 21 хозяйстве | [ 16 ]               |
| 1917 | с/х перепись          | 1201    | н/д    | н/д    | 207    | 1077 башкир в 187 дворах и 124 тептяря в 20 дворах                                                  | [ 36 ]               |
| 1920 | перепись              | 1126    | 551    | 575    | 217    | н/д                                                                                                 | [ 37 ]               |
| 1920 | перепись              | 1232    | н/д    | н/д    | 223    | 1221 башкир в 220 дворах, 11 русских в 3 дворах                                                     | [ 38 ]               |
| 1925 | подготовка к переписи | н/д     | н/д    | н/д    | 211    | н/д                                                                                                 | [ 37 ]               |
| 1939 | перепись              | 950     | 460    | 490    | н/д    | н/д                                                                                                 | [ 21 ]               |
| 1959 | перепись              | 551     | 254    | 297    | н/д    | башкиры                                                                                             | [ 24 ] [ 39 ]        |
| 1970 | перепись              | 600     | 265    | 335    | н/д    | башкиры                                                                                             | [ 40 ] [ 41 ]        |
| 1979 | перепись              | 512     | 240    | 272    | н/д    | башкиры                                                                                             | [ 42 ] [ 43 ]        |
| 1989 | перепись              | 325     | 154    | 171    | н/д    | татары                                                                                              | [ 44 ] [ 45 ] [ 28 ] |
| 2002 | перепись              | 245     | 116    | 129    | н/д    | башкиры (85 %)                                                                                      | [ 45 ] [ 46 ]        |
| 2010 | перепись              | 200     | 95     | 105    | н/д    | н/д                                                                                                 | [ 47 ]               |
| 2021 | перепись              | 149     | н/д    | н/д    | н/д    | 115 башкир, 33 татарина и 1 чуваш                                                                   | [ 48 ]               |

## Инфраструктура
Село электрифицировано и газифицировано, централизованное водоснабжение и канализация отсутствуют. Зона сельскохозяйственного производства ныне не действует. В селе две улицы — Центральная и Заречная, представляющие собой грунтовые просёлочные дороги, протяжённость улично-дорожной сети составляет 3,722 км. Общая площадь жилого фонда на 2014 год составляла 5552 м², все жилые дома были деревянными. Действуют фельдшерско-акушерский пункт, сельский дом культуры на 100 мест с библиотекой и магазин товаров повседневного спроса площадью 56 м². В 1975 году на территории сельского дома культуры установлен стальной обелиск участникам Великой Отечественной войны. До 2010-х годов также действовала основная школа. Ныне средняя школа и почтовое отделение находятся в центре сельсовета, селе Нижнезаитово. В северной части села расположено кладбище площадью 1,77 га и заполненностью 85 %.

## Религия
В июле 2023 года открылась мечеть, перевезённая из села Тюменяк Туймазинского района.

### Комментарии
1. ↑  По официальным данным переписи.
2. ↑  По данным современного подсчёта по сохранившимся подворным карточкам.
3. ↑  При этом родные языки жителей соответствовали национальному составу, также все жители владели и 129 жителей использовали русский язык.